# Last Quarter
Last Quarter (下弦の月, Kagen no tsuki) est une série de shōjo manga de Ai Yazawa. Elle a été prépubliée entre 1998 et 1999 dans le magazine Ribon de la Shueisha puis reliée en trois volumes.

Elle a aussi été adaptée en un film live Kagen no Tsuki - Last Quarter (下弦の月～ラスト・クォーター) réalisé par Ken Nikai et sorti le 9 octobre 2004 au Japon.
Le manga est publié en France aux éditions Akata/Delcourt.

## Résumé de l'histoire
Le jour de son 17e anniversaire, Mizuki (美月) découvre que son petit ami, Tomoki, l’a trompée avec sa meilleure amie, Aya. Elle décide donc de le quitter, et par la même occasion de quitter sa maison et sa vie. En chemin, elle entend une musique qu’elle reconnaît immédiatement et qui la mène vers une maison qui semble abandonnée. Là, elle rencontre un guitariste qui prétend avoir composé cette musique pour elle, causant l’incompréhension et l’incrédulité de la jeune fille. Après deux semaines passées ensemble, Adam se doit de partir et demande à Mizuki de le suivre, mais Mizuki se fait renverser en voulant le rejoindre.
Hotaru (蛍), quant à elle, se réveille après un rêve où elle rencontre Mizuki en cherchant son chat, Sybelle. Plus tard, en voulant le retrouver, elle se retrouve à chercher celui-ci dans une maison qui semble abandonnée, mais où elle se retrouve face-à-face avec Mizuki, qui lui annonce alors qu’elle est prisonnière des lieux et qu’elle a perdu ses souvenirs, excepté le fait qu’elle est à la recherche d’un certain Adam…

## Last Quarter, le film
En 2004, est sortie au Japon la version film de Last Quarter sous le nom Kagen no Tsuki, Last Quarter, avec dans les rôles de Mizuki, Chiaki Kuriyama, présente dans Kill Bill et dans le film Battle Royale, et d'Adam, Hyde, chanteur et musicien du groupe japonais L'Arc-en-Ciel.
Le film est d'une ambiance assez sombre tout comme le manga, et les effets spéciaux ne font qu'accentuer ce caractère lugubre. L'histoire n'en reste pas moins empreinte de poésie qui donne tout son charme à l'intrigue.